# CURIOUS
『CURIOUS』（キュリオス）は、2010年10月4日から1年間J-WAVEで放送されていたラジオ番組。2011年3月まではBrandnew Jでも放送されていた。

## 放送時間
- 月曜 - 木曜 11:30 - 14:00

## ナビゲーター
- クリス智子 - 2010年9月まで、午前中のBOOM TOWNを担当していた。

## 主なコーナー
- 11:45 - NIPPON EXPRESS KALEIDOSCOPE 
スポンサーは前番組M+(MUSIC PLUS)から引き続き担当している（Brandnew-Jでの放送でもCM部分が放送される）。
- 11:50 - TRAFFIC INFORMATION
- 12:00 - HEADLINE NEWS
- 12:47 - TRAFFIC INFORMATION
- 12:50 - CURIOUS PEOPLE
- 13:20 - COLORS OF HAWAII / ナビゲーター:内田佐知子
M+(MUSIC PLUS)から続くコーナー。ハワイ・ワイキキ市内のスタジオからの生放送で、ハワイの最新情報を伝えるコーナー。
- 13:50 - TRAFFIC INFORMATION

## 終了したコーナー
- RIP SERVICE / ナビゲーター:RIP SLYME （提供：TDK Life on Record）（2010年10月4日～2010年12月30日）
M+(MUSIC PLUS)から続くコーナー。RIP SLYMEのメンバーが、週替わりで、一つのテーマを元にプレゼンテーションしていくコーナー。